# Buckden, North Yorkshire
Buckden är en ort och en civil parish i Storbritannien.   Den ligger i grevskapet North Yorkshire och riksdelen England, i den centrala delen av landet, 300 km norr om huvudstaden London. Buckden ligger 235 meter över havet och antalet invånare är 187.
Terrängen runt Buckden är huvudsakligen lite kuperad. Buckden ligger nere i en dal. Runt Buckden är det ganska glesbefolkat, med 47 invånare per kvadratkilometer. Närmaste större samhälle är Grassington, 14,5 km söder om Buckden. Trakten runt Buckden består i huvudsak av gräsmarker.